# Alqueries de les Pitiüses
Una alqueria és una casa de labors agrícoles, especialment de regadiu. A les Pitiüses a més d'una gran extensió de terra de conreu solen adjuntar un petit bosc.

## Eivissa

### Sant Antoni de Portmany
- Alqueria de n'Antoni Tur des Coll, antigament situada en terres del quartó de Portmany, avui a Sant Rafel de sa Creu.[3]

### Santa Eulària des Riu
- Alqueria d'Arabí. Amb la conquesta catalana (1235) fou assignada al quartó de Xarc.[4]
- S'Alqueria de Dalt (antiga alqueria Xarhabil i Formiga). Possiblement fou el nucli inicial de la vénda de Cas Serres, de Santa Gertrudis de Fruitera.[5]
- S'Alqueria És un exemple clar del creixement de la casa rural eivissenca des de l'agregació d'edificis, segons les necessitats, a una casa inicial. Està ubicada a Santa Gertrudis de Fruitera.[6]

### Sant Joan de Labritja
- Alqueria de Balansat, del quartó de Benizamid.[7][8]
- Alqueria i vénda de Besora, del quartó de Balansat.[9]
- Alqueria des Boletar, històricament al quartó de Xarc, a Sant Llorenç de Balàfia.[10]

### Sant Josep de sa Talaia
- S'Alqueria, ubicada a ponent de la carretera de la Bassa, a Sant Agustí des Vedrà.[6]

## Formentera
- Alqueria d'Alchavito[11] (o alqueria d'Alchanito).[12] Antigament va ser una alqueria que ocupava una part de ses Clotades, l'istme que uneix la Mola a la resta de l'illa.[13]
- Alqueria de s'Arenal, situada antigament a la banda de migjorn de ses Clotades.[14]